# Никодим Тивериополски
Никодим е български духовник, управляващ Солунската и Одринската епархия на Българската екзархия, тивериополски епископ (1920 – 1932).

## Биография
Никодим Тивериополски е роден със светското име Боян Атанасов в 1864 година в големия български македонски град Скопие, тогава в Османската империя, днес в Северна Македония. Първоначално образование получава в родния си град.
През 1880 година, едва навършил 16-годишна възраст, постъпва като послушник в Бигорския манастир „Свети Йоан Предтеча“, Дебърско, където през есента на същата година е замонашен с името Никодим и е ръкоположен в йеродяконски чин. Йеродякон Никодим се заема с проучването и изучаването на богатата манастирска библиотека, в която има ценни средновековни ръкописи и старопечатни книги.
Заради прилежността му и научните му занимания на манастирски разноски той е изпратен да продължи образованието си в Русия. Приет е за ученик в Одеската духовна семинария. Впоследствие се премества и завършва Киевската духовна семинария в 1895 година. Завършва висше богословско образование в Казанската духовна академия през 1900 година.
След връщането си в България последователно е учител в Самоковското богословско училище, протосингел на Скопската митрополия, председател на българската община в Прилеп, учител в Солунската българска гимназия в 1900/1901 учебна година, председател на българската църковна община в Лерин и управляващ Солунска епархия.
От 1907 до 1912 година е игумен на Бигорския манастир.
В 1910 година архимандрит Никодим е назначен за управляващ Одринската екзархийска епархия. В Одрин епископ Никодим преживява едни от най-трудните години на войни и окупации, като е съпричастен на гоненията и издевателствата над българското население от турците.
На 4 април 1920 година в българската църква „Свети Стефан“ в Цариград е ръкоположен в епископски сан с титлата Тивериополски от екзархийския наместник, митрополит Мелетий Велешки.
Заболял тежко, през пролетта на 1932 година епископ Никодим заминава на лечение в София, където на 26 април същата година скоропостижно почива. Погребан е в непосредствена близост до храм „Успение Богородично“ в Централните софийски гробища. Със завещание от 8 април 1932 година оставя на Светия синод всички свои имоти. Желанието му е средствата да се използват за „защита на православната вяра и българската народност“.

## Изследвания
- Ваня Стоянова. Един духовник в служба на националната идея – Никодим, Епископ Тивериополски. – В: Исторически личности и идеи. Сборник в чест на 60-годишнината на проф. д-р Искра Баева. Съст. Евгения Калинова. С., УИ „Св. Климент Охридски“, 2011,